# 림고통
림고통(말레이어: Lim Goh Tong, 중국어: 林梧桐, 병음: Lín Wútóng 린우퉁[*], 한자음: 임오동, 1918년 2월 28일 ~ 2007년 10월 23일)은 중국 출신의 말레이시아의 기업가이다. 겐팅 그룹의 창시자이다.

## 같이 보기
- 겐팅 하일랜즈
- 겐팅 그룹